# 李溶 (新疆省长)
李溶（1870年—1940年3月21日），号鏡泉，祖籍甘肃省蘭州府靖遠县，生于新疆省镇西县（今巴里坤哈薩克自治县），中華民国大陸時期政治家，曾任新疆省政府主席。

## 生平
罗绍文在《西域钩玄·李溶传略》中称：“两年前（1866年）因兰州府所属各州县连年饥荒，靖远县灾民李七逃命新疆镇西，安身立命，开始繁衍后代。”可知李溶的祖籍是甘肃省靖远县，父亲李七1866年逃荒到新疆镇西县（今巴里坤哈萨克自治县）。
李溶早年在镇西的松峰书院（清朝咸丰年间创建）学习。後来，入甘肃省兰州秋古書院。光绪十四年（1888年），在兰州参加乡试，中优贡生。光绪十六年（1890年），军机大臣署伊犁将军长庚创办武备学堂、陆军小学，光绪二十三年（1897年）又创办惠远两等学堂。惠远两等学堂首任堂长是李溶，主持校政十五年。该校教员多来自湘军或受该校聘任的府内领队、佐领，例如满族领队大臣鄂保丰等。李溶的长子与侄子含英随李溶到惠远两等学堂，后长子酒后失言，被气愤的李溶用一块砖击中要害，不久身亡，这令李溶倍感懊悔。光绪三十二年（1906年）杜彤任新疆省第一任提学使，随即任命李溶为伊犁府学官训导。
1911年辛亥革命中，1911年12月28日（宣统三年十一月初九日）革命党人在迪化起义遭镇压。十天后（宣统三年十一月十九日）在杨缵绪、冯特民等人领导下，伊犁新军起义爆发，伊犁将军志锐被革命党人俘虏并枪杀于惠远城鼓楼前。新疆巡抚袁大化派新疆省军围剿伊犁新军，两军在乌苏县战斗，伊犁新军反败为胜，直逼迪化。李溶作为革命派方面的新伊大都督府代表赴迪化同杨增新谈判，提出和平解决伊犁问题办法。
在同杨增新的谈判后，李溶获中华民国新疆都督杨增新留为幕僚，担任新疆都督府科员。杨增新随即用北梁原书院旧址，请李溶筹办师资训练班。1913年（民国2年），李溶当选民元国会参議院議員，赴北京就职。1914年（民国3年），大总统袁世凯解散国会，乃返回新疆。1915年（民国4年）8月，任沙雅县知事，1916年卸任。此时正值黎元洪继任大总统，恢复国会，李溶再到北京就职，直至1917年6月国会再度解散。1919年（民国8年），任吐魯番县知事，兼任吐魯番纺织工厂总经理。
新疆省议会议长安允昇病逝后，由副议长饶孜阿吉（维吾尔族）暂代议长职，此后杨增新调李溶任议长。任议长期间，李溶积极支持杨增新，建议将鉴湖向南发展，改建为“杨公园”，在该园内建丹凤朝阳阁（仿太和殿形制），阁前树立杨增新铜像台，委托到内地购置新疆阜民纺织公司机器的继孚铸造杨增新铜像一尊。1924年“杨公园”动工，李溶负总责。工程竣工后，铜像台四周挂起刻有新疆省议会和各族人民名义歌颂杨增新功德的石碑。还在靠近今黄河路的地段兴建了头门，头门上李溶原想题刻“杨公园”三字，但因杨增新不同意，李溶乃改题“同乐公园”四字。该公园即今乌鲁木齐人民公园。1924年同乐公园竣工后，李溶又以新疆省议会议长的名义列席北京国会参议院会议，这是他第三次到北京任职。其间，争取各方面反对西北边防督办冯玉祥将新疆纳入其势力范围，当时李溶的次子李含荃也正在北京任国会众议院议员。1925年7月30日，段祺瑞的中华民国临时政府任命李溶为临时参政院参政。
1928年7月7日，新疆省军务厅厅长樊耀南在俄文法政专门学校设埋伏，杨增新携新疆政要来此出席午宴，时任迪化道尹、新疆省议会议长的李溶与杨增新同席就餐。瞬间樊耀南方面开枪，杨增新中弹而亡，同席者杜守荣旅长被击毙，新疆省建设厅厅长阎毓善中弹受伤，李溶毫发无损。

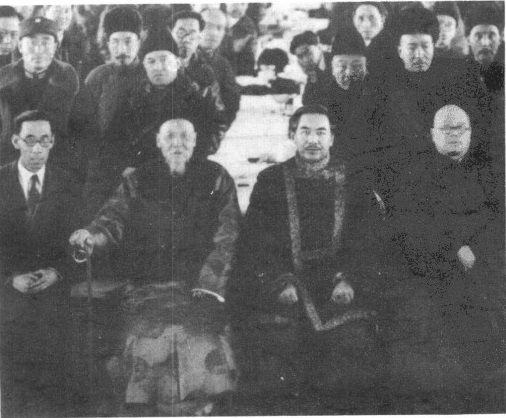
1937年新疆汉族文化促进总会成立。前排自左至右依次为徐廉、李溶、盛世才、张馨。二排左起第二人为包尔汉。

1928年（民国17年）11月17日起，李溶在新疆省政府主席金樹仁手下任省政府委員。金樹仁逃亡苏联後的1933年（民国22年）9月27日，新疆省政府改組，劉文龙任省政府主席，李溶留任省政府委員。边防督办盛世才崛起后，同年12月劉被逮捕并遭到軟禁。盛世才指定朱瑞墀代理省政府主席，翌年3月朱病逝。盛世才遂指定李溶代理省政府主席。1934年3月28日，新疆省边防督办盛世才签发的任命李溶代理新疆省政府主席的电文中称：“……以委员兼迪化区行政长李溶，现年六十五岁，新疆镇西人，历充参议院议员，新疆省议会议长及迪化道尹，德高素著，舆论攸归，遂公推为代理省主席，已于本日先行就职……”1934年4月，新疆第一次民众代表大会召开，大会给有功官员和人民颁发金质奖章，获奖者有盛世才、李溶等等。
结果，南京国民政府先默认后追认了盛世才的人事任命，1934年10月19日正式任命李溶继刘文龙任新疆省政府主席。但新疆实权一直由盛世才掌握。盛世才推行亲苏联路线，吸收中共及左翼人士参加政府，李溶和他们关系融洽。当时新疆省财政厅和新疆省政府在同一个院内，李溶常和新疆省财政厅厅长毛泽民（中共党员）聊天，李溶对毛泽民整理财政的工作颇为欣赏，并告诉省政府秘书长刘效藜支持毛泽民的财政工作。1937年初，杜重远到新疆，写下了新疆通讯，其中提到“我们大家往访李主席，李虽70老翁，但精神不减于少年，每日有八段锦的功夫，据云在全省的运动大会上，曾出场表演，博得观众热烈的掌声。”“省政府的李主席，就是新省第一个清廉的官吏。……于贪腐的环境之中，而能保持清廉的风格，尤属难能可贵。”
1940年（民国29年）3月21日，李溶在新疆省政府主席任上病逝，享年72岁。蒋介石及南京国民政府各院院长均发来唁电，国民政府发来5000元治丧费。中共中央毛泽东、朱德、林伯渠等领导人自延安发来唁电。盛世才为其成立了以毛泽民为主任委员的治丧委员会隆重治丧。灵堂前摆放盛世才送的挽幛“一代完人”，以及毛泽东、朱德等人的挽联，还有新疆省政府各厅局、八路军新疆办事处及新疆各界挽联。各单位按照规定日期集体吊唁。苏联驻迪化领事馆送来花圈，苏联驻迪化领事亲自前来吊唁。因为当年杨增新的追悼会在上帝庙开了近40天，故李溶家属要求按杨增新的先例也办文公礼，时间不少于21天。经毛泽民劝说李溶家属，追悼会最后只开了7天。
李溶墓是其生前请风水师选定，位于仓房沟地区（中华人民共和国时期位于中国人民解放军七三三五部队地区以内）。在建墓时，李溶常带儿子含芬去查看。1966年5月，七三三五部队因为需要使用地皮，乃将墓迁到福寿山另一条山沟内。起坟时，博物馆派员将墓前方桌上的陈设和墓志铭等全部取走作为文物保存。

## 家庭
- 妻：曹慈竹
- 长子
- 次子：李含荃
  - 孙：李家栋，李含荃之子。
- 三子：李含芬
- 四子：李含芳
- 五子：李含蕙
- 侄：李含英